# Кралска вила „Куизизана“ (Юхан Дал)
„Кралска вила „Куизизана““ (на италиански: La Real Casina di Quisisana) е картина на норвежкия художник Юхан Дал от 1820 г. Картината (140 х 97 см) е изложена в Зала 57 на Национален музей „ Каподимонте“ в Неапол, Италия. Използваната техника е маслени бои върху платно.

## История
Картината е поръчана на художника Юхан Дал от Кристиан Фредерик (бъдещият Кристиан VIII, крал на Дания). В знак на благодарност за радушния прием по време на престоя си през 1820 г. в Неапол, Кристиан Фредерик подарява платното на Фердинанд I, крал на Двете Сицилии. В наши дни тя е изложена в Кралския апартамент в Музей „Каподимонте“, Неапол.

## Описание
Картината изобразява на преден план, от църковна кула, Кристиан Фредерик, съпругата му Каролина Амалия и свитата им. Те си почиват на белведере с изглед към Кралския дворец „Куизизана“ в едноименната зона близо до Кастеламаре ди Стабия, където са отседнали по време на пътуването си, и към горите и планините, по-специално към планината Файто, които го заобикалят, като по този начин образуват нещо като естествена рамка.